# 粤海道
粤海道（えつかい-どう）は中華民国北京政府により設置された広東省の道。

## 沿革
1913年（民国2年）、清代の広肇羅道に設置。観察使は番禺県に置かれ、下部に番禺、南海、順徳、東莞、従化、竜門、台山、増城、香山、新会、三水、清遠、宝安、花県、仏岡、赤渓、高要、四会、新興、高明、広寧、開平、鶴山、徳慶、封川、開建、恩平、羅定、雲浮、鬱南の30県を管轄した。1914年（民国3年）5月に観察使が道尹と改められた。1920年（民国9年）12月6日に廃止されている。

## 行政区画
廃止直前下部の30県を管轄した。（50音順）
- 雲浮県
- 鬱南県
- 恩平県
- 花県
- 開建県
- 開平県
- 鶴山県
- 香山県
- 広寧県
- 高明県
- 高要県
- 三水県
- 四会県
- 従化県
- 順徳県
- 新会県
- 新興県
- 清遠県
- 赤渓県
- 増城県
- 台山県
- 東莞県
- 徳慶県
- 南海県
- 番禺県
- 封川県
- 仏岡県
- 宝安県
- 羅定県
- 竜門県